# Ceramología

Perfil para el estudio y catalogación de una vasija de la cultura andrónovo en el Kazajistán central.

Ceramología es el campo general de investigación y estudio de la producción cerámica y el ajuar alfarero ligado a las diferentes disciplinas de la arqueología, la etnografía, la historia y la geografía. Incluye desde las más sofisticados vasijas hasta objetos sencillos como ladrillos o tejas, además de otros posibles elementos decorativos arquitectónicos. Contempla, asimismo, el trabajo alfarero (elaboración, tratamiento de las superficies, cocción, modelado), de sus formas y funcionalidad (tipología) y de las técnicas de decoración (estampillado, esgrafiado, en relieve, bruñido, incisiones y excisiones, moldeado, esmaltado, etc.) aplicadas a la diversidad de piezas fabricadas.
Como ciencia auxiliar de la arqueología, se ocupa de fundar las bases de la datación de las cerámicas, para establecer así una cronología relativa. Contribuye, a través del análisis de los materiales utilizados, como arcillas y desgrasantes, a definir el origen geográfico de las cerámicas y, por lo tanto, la extensión de las áreas culturales y de las corrientes económicas que existían en sus épocas de datación.

## Terminología
El término «ceramología» es relativamente moderno. Una de las primeras fuentes donde se menciona, aunque relacionada con la decoración, es una cita del experto en cerámica W. Hamilton, que empleó la palabra ceramograf, entre 1791 y 1795. Medio siglo después aparece en el título de un clásico sobre la cerámica griega, Élite des monuments céramographiques: matériaux por l'histoire des religions et des moeurs de l'antiquité rassemblés et commentés par Charles Lenormant (1803-1859) et Jehan de Witte (1844-1861). En España aparece referida por Pedro de Madrazo, en un extenso artículo publicado en la revista Museo Español de Antigüedades, en el que puede leerse: «Y no hacemos mención específica de las eruditísimas obras de Minerva, Braun, Hermann y otros ceramógrafos no menos dignos que los citados para que no resulte interminable esta lista».
A partir del siglo XX, el vocablo «ceramógrafo» sustituido por el de «ceramófilo», apareció en diversas publicaciones, entre ellas en la revista española Cerámica, Industrial y Artística, publicada entre los años 1931 y 1936. Desde 1988, con la fundación de la Asociación de Ceramología de España, se ha unificado el uso de ceramología y ceramólogo, siguiendo las pautas internacionales.

## Campos de estudio
En Occidente, además del legado prehistórico, han destacado en el mundo antiguo:
- Cerámica egipcia
- Cerámica cicládica
- Cerámica prehelénica

- Cerámica minoica

- Cerámica griega

- Tipología de vasos griegos
- Estilo protocorintio
- Cerámica de figuras negras
- Cerámica bilingüe
- Cerámica de figuras rojas

- Cerámica ibérica
- Cerámica romana

- Terra sigillata

- Terra sigillata itálica
- Terra sigillata gálica
- Terra sigillata hispanica

Del periodo medieval destaca la
- Cerámica andalusí

Del variado conjunto de la alfarería americana, pueden citarse grupos precolombinos como:
- Cerámica inca
- Cerámica llolleo
- Cerámica aconcagua
- Cerámica diaguita